# كلود-أندريه لاشانس
كلود-أندريه لاشانس هو سياسي كندي، ولد في 5 أبريل 1954 في مونتريال في كندا. نشط حزبياً في الحزب الليبرالي الكندي. وقد انتخب عضو مجلس العموم الكندي.